# Portofino Tower

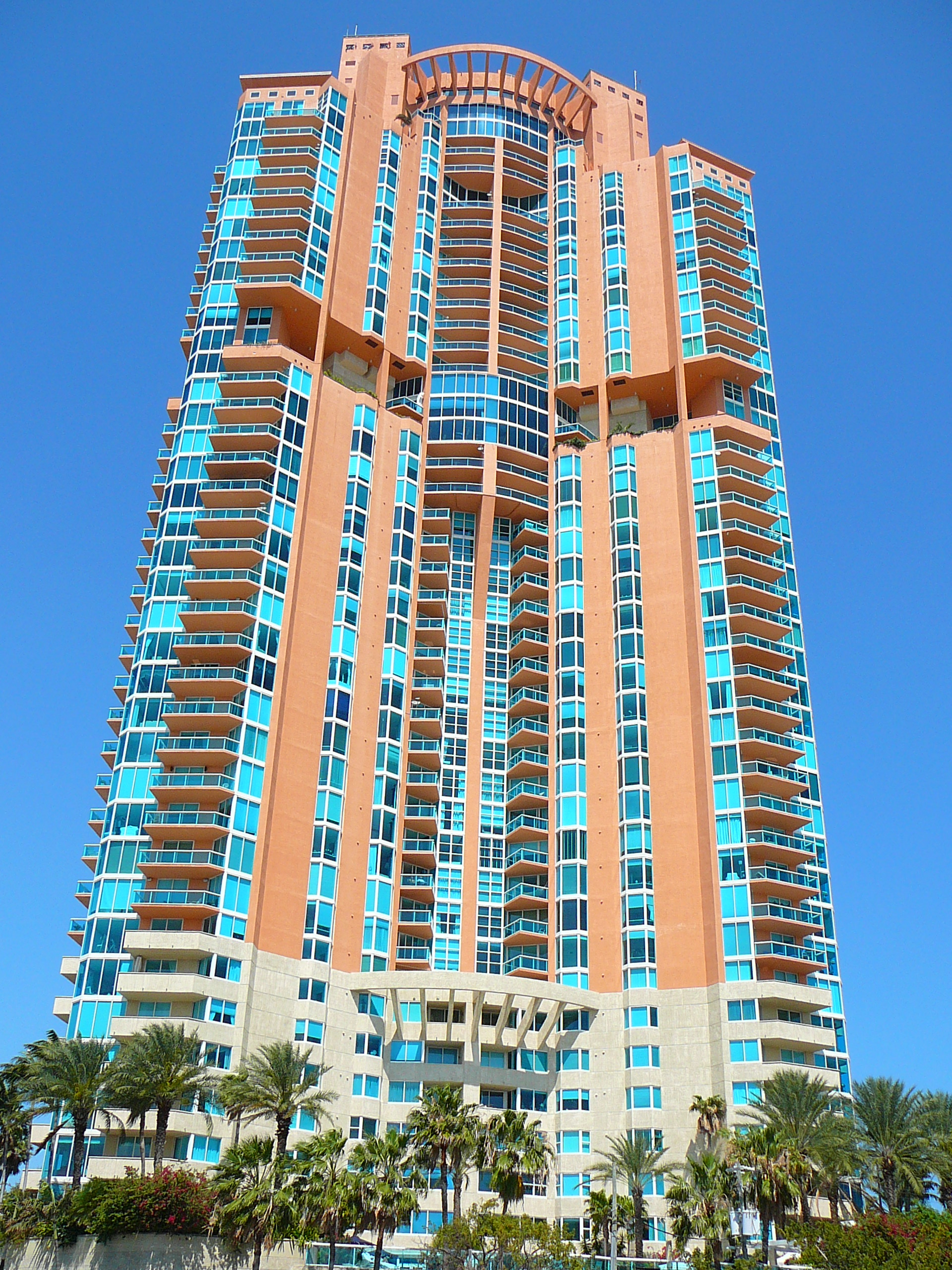
Portofino Tower South Beach

Portofino Tower est le quatrième gratte-ciel le plus haut de la ville de Miami Beach, aux États-Unis construit par le cabinet d'architectes Charles Sieger et José Suarez pour le groupe JMA constructions Miami.
Immeuble de luxe achevé en 1997 au bout de la pointe de South Beach, il est de type condominium et comporte toutes les caractéristiques de ce genre de résidence ultra-sécurisée : conciergerie d'hôtel, valets de parking 24/24, agents de sécurité contrôlant tous les visiteurs, professeurs de sport particuliers, piscine, tennis, bars.
Haut de 148 mètres et comportant 44 étages, il fut le premier construit en face de l'île de Fisher Island. Le 29e étage êtant entièrement dévolu à une salle de sport privée pour les résidents. Il est composé de 206 appartements allant du studio au penthouse avec piscine privée.
Il faut compter à partir de 600 000 dollars pour un 2 pièces de 100 m2 et jusqu'à 15 millions de dollars pour un appartement avec 4 chambres de 500 m2.
Depuis de nombreux immeubles de ce type ont été construits à proximité.